# District attorney

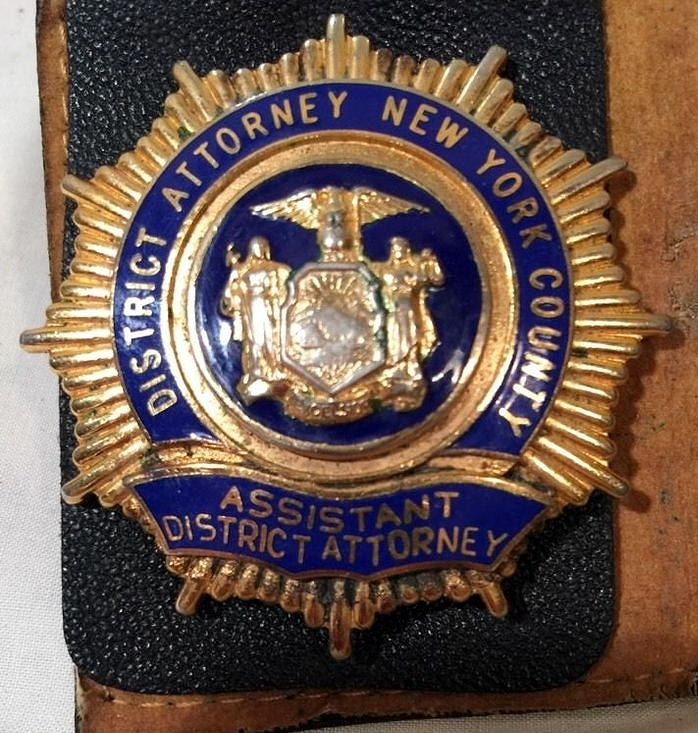
Het embleem van een Assistant district attorney, hier van New York County in de Amerikaanse staat New York

Een district attorney (DA) of state's attorney is een ambt in de Verenigde Staten van de openbaar aanklager, gelijkaardig aan de Nederlandse officier van justitie of de Belgische procureur des Konings. Het is de hoofdaanklager van een lokale overheid, meestal een county, maar de exacte naam en omvang van het kantoor verschilt per staat. Alternatieve titels voor het kantoor zijn naast de twee eerder vermelde de county attorney, commonwealth's attorney en county prosecutor.
De district attorney is de wettelijke partij die verantwoordelijk is voor het presenteren van de zaak tegen een persoon die verdacht wordt van het overtreden van de wet, het starten en leiden van verdere strafrechtelijke onderzoeken, het begeleiden en aanbevelen van de veroordeling van overtreders, en zijn de enige advocaten die mogen deelnemen aan grand jury-procedures. De aanklagers beslissen welke strafrechtelijke aanklachten worden ingediend en wanneer en waar een persoon zich op die aanklacht zal verantwoorden. Bij de uitvoering van hun taken hebben de aanklagers de bevoegdheid om personen te onderzoeken, immuniteit te verlenen aan getuigen en verdachten, en te pleiten voor onderhandelingen met de verdachten.
Een district attorney leidt een staf van aanklagers, die het meest bekend zijn als deputy district attorneys (DDAs). De deputy die optreedt als de supervisor van het kantoor wordt vaak de Assistant District Attorney genoemd. De meerderheid van de vervolgingen zal worden gedelegeerd aan DDAs, waarbij de district attorney zelf de belangrijkste zaken vervolgt en de algemene verantwoordelijkheid heeft voor het bureau en de werkzaamheden. Afhankelijk van het bestaande systeem kunnen district attorneys worden benoemd door de algemeen directeur van het rechtsgebied of worden gekozen door de lokale kiezers.
Een district attorney is een staatsambtenaar die beschikt over een opleiding in de rechten en een geslaagd examen aan de bar association (de balie). De opdrachten van de district attorney liggen in het grensgebied van rechtspraktijk, rechtshandhaving en politiek. Als vereiste competenties wordt gekeken naar de capaciteit belangenbehartiging voor verschillende betrokken partijen en standpunten te kunnen balanceren, een gevoel voor rechtvaardigheid, voeling voor het politiek klimaat en een analytische geest.

## Naamgeving
De naam van de rol van de plaatselijke openbare aanklager kan per staat of jurisdictie verschillen op basis van het feit of zij een county of een district met meerdere county's dienen, de verantwoordelijkheid om de staat of het district te vertegenwoordigen in aanvulling op de vervolging, of de plaatselijke historische gebruiken.
District attorney en assistant district attorney zijn de meest voorkomende titels voor openbare aanklagers, en worden gebruikt door verschillende grote jurisdicties binnen de Verenigde Staten, zoals Californië, Delaware, Georgia, Massachusetts, Nevada, New York, North Carolina, Oklahoma, Oregon, Pennsylvania, Texas en Wisconsin.
State's attorney of state attorney wordt gebruikt in Connecticut, Florida (state attorney), Illinois, Maryland, North Dakota, South Dakota en Vermont.
In Kentucky en Virginia is de titel de commonwealth's attorney. Commonwealth's attorneys worden in hun respectieve rechtsgebieden in zowel Virginia als Kentucky gekozen voor een termijn van respectievelijk vier en zes jaar.
In St. Louis, Missouri, is de titel circuit attorney, terwijl in St. Louis County, Missouri, de titel prosecuting attorney wordt gehanteerd.

## United States Attorney
Bij betrokkenheid van de federale overheid van de Verenigde Staten binnen het systeem van de federale rechterlijke macht van de Verenigde Staten wordt de overheid niet vertegenwoordigd door district attorneys maar zijn het United States Attorneys (USAs) die als federaal aanklagers actief zijn. Dit zijn federale ambtenaren van het United States Department of Justice, in hun functie voor een mandaat van vier jaar aangesteld door de president van de Verenigde Staten en bekrachtigd door een meerderheid binnen de Senaat. De president kan hun uit hun functie ontzetten, maar zolang ze niet vervangen zijn blijven ze in functie. De Attorney General, de Amerikaanse minister van justitie, heeft wel de bevoegdheid USAs ad interim aan te stellen bij een open mandaat.  Er zijn 93 USAs actief binnen de Verenigde Staten.